# 杜俊瑋
杜俊瑋（葡萄牙語：Filipe Antonio da Silva Baptista Tou；1977年8月7日—），男性，土生葡人，1977出生於澳門，父親澳門人，母親澳門葡萄牙人歌手，家中兄妹倆人；小學就讀聖羅撒（Santa Rosa de Lima）、中學就讀粵華中學Yuet Wah College、1992移民到加拿大蒙特婁就讀公立學校Ecole Secondarie Antoine Brossard 歡迎班一年(法語)、接著到舍布鲁克市就讀寄宿學校主教学院Bishop’s College Schoo花费2年完成高中學業，1995回到蒙特婁就讀Vanier College, 商学专业。
期間17歲第一次參加Dawson’s College 歌唱比賽，一曲”My Way”獲得冠軍，18歲即獲得加拿大滿地可區《第十五屆全球華人新秀歌唱大賽》冠軍、加拿大蒙特利尔市區《第十五屆全球華人新秀歌唱大賽》最受歡迎新人獎、《第十五屆全球華人新秀美加歌唱大賽總決賽》最後四強。

## 生平及获奖经历
1997年回香港發展，初期至新城電台當DJ，陸續接平面和電視廣告，2000年參加香港《英皇超新星歌唱大賽》最後六強，之後即回澳門發展，期間獲獎無數：
- 澳門《至愛新聽力頒獎典禮》2003歌曲選舉金獎  歌曲：蒙太奇
- 澳門《至愛新聽力頒獎典禮》2004歌曲選舉銀獎  歌曲：友=舞
- 澳門《至愛新聽力頒獎典禮》2005歌曲選舉最佳演繹獎 歌曲：中咒
- 澳門《至愛新聽力頒獎典禮》2006歌曲選舉金獎 & 最佳作曲獎  歌曲：Icy Fire
- 澳門《至愛新聽力頒獎典禮》2007歌曲選舉最佳演繹獎   歌曲：My reason is you
- 《上海亞洲音樂節-第六屆亞洲新人大賽》，優秀新人獎
- 《新城勁爆唱好新人巡禮2003》澳門卓越歌手表現大獎

2005 歌手出合輯 《Cafe de Macau – Vol. 1》，專輯由輝佳音樂發行 。
2006 台灣發展
2008~2009 台灣第一家澳門葡萄牙餐廳O Galo
2008~2009 參加超級偶像第三季，獲得台灣超級偶像舞王
2009 代表澳門及東亞地區至科威特唱亞奧委會總部開幕主題曲   歌曲：Inspire the world
2010年年4月和林威良合組飛林兄弟雙人組合，於台視百萬大歌星節目中正式公開登場。

### 曾獲歌唱獎項
- 加拿大滿地可區《第十五屆全球華人新秀歌唱大賽》冠軍
- 加拿大滿地可區《第十五屆全球華人新秀歌唱大賽》最受歡迎新人獎
- 加拿大滿地可區《第十五屆全球華人新秀美加歌唱大賽總決賽》最後四強
- 香港《英皇超新星歌唱大賽》優異獎，最後六強
- 澳門《至愛新聽力頒獎典禮》2003歌曲選舉金獎  歌曲：蒙太奇
- 澳門《至愛新聽力頒獎典禮》2004歌曲選舉銀獎  歌曲：友=舞
- 澳門《至愛新聽力頒獎典禮》2005歌曲選舉最佳演繹獎 歌曲：中咒
- 澳門《至愛新聽力頒獎典禮》2006歌曲選舉金獎 & 最佳作曲獎  歌曲：Icy Fire
- 澳門《至愛新聽力頒獎典禮》2007歌曲選舉最佳演繹獎 歌曲：My reason is you
- 《上海亞洲音樂節-第六屆亞洲新人大賽》，優秀新人獎
- 《新城勁爆唱好新人巡禮2003》澳門卓越歌手表現大獎
- 台灣超級偶像舞王

### 超3比賽期間
| 首播日期   | 節目主題         | 演唱歌曲                      | 原唱                         | 詞／曲                                              | 得分                     |
| 2009-02-07 | 前進超三資格賽   | 三天兩夜 Wherever You Will Go | 張學友 The Calling(呼叫樂團) | 詞：許常德 曲：葉良俊 詞／曲：Aaron Kamin/Alex Band | 加分題過關               |
| 2009-03-14 | 46取30pk賽(下)   | Smooth                        | Santana(山塔那合唱團)        |                                                     | 3:2勝(PK段旭明)          |
| 2009-03-21 | 百大金曲淘汰賽   | Yellow                        | Coldplay(酷玩樂團)           |                                                     | 勝(PK潘傑明)             |
| 2009-03-28 | 我唱的比偶像好聽 | 風繼續吹                      | 張國榮                       | 詞：鄭國江 曲：Ryudo Uzaki／Youko Agi               | 敗(PK段旭明)             |
| 2009-04-04 | 人氣 VS 實力     | 男人不該讓女人流淚            | 蘇永康                       | 詞：王中言 曲：黃國倫                               | 敗(PK陳怡帆)             |
| 2009-04-11 | 我的來電答鈴     | 喜歡妳                        | Beyond                       | 詞／曲：黃家駒                                      | 41.6                     |
| 2009-04-18 | 挑戰評審指定曲   | 無神論                        | 黃立行                       | 詞：黃立行／崔惟楷 曲：黃立行                       | 42.4                     |
| 2009-04-25 | 把愛唱給你聽     | 唯一                          | 王力宏                       | 詞：王力宏 曲：劉志遠／王力宏                       | 40.9(本集淘汰)           |
| 2009-06-06 | 重回舞台最後曙光 | 如果這是我愛你最好的距離      | 蘇永康                       | 詞：林淑華 曲：吳旭文                               | 42.0                     |
| 2009-06-06 | 重回舞台最後曙光 | 黑寡婦                        | 黃立行                       | 詞：黃立行、崔惟楷 曲：黃立行                       | 42.4(敗部復活成功)       |
| 2009-06-13 | 肢體震撼教育     | Forever                       | 李玖哲                       | 詞：謝化凡 曲：李玖哲、Chris Wiebe、周立銘          | 42.4                     |
| 2009-06-20 | 百大金曲PK戰     | She Bangs                     | Ricky Martin(瑞奇馬汀)       |                                                     | 42.7 勝(PK朱俐靜)        |
| 2009-06-27 | 脫胎換骨大突破   | Creep                         | Radiohead(電台司令合唱團)    |                                                     | 42.2 敗(PK鍾舒祺)        |
| 2009-07-04 | 網友指定曲       | 追                            | 張國榮                       | 作詞：林夕 曲：李迪文                               | 42.2                     |
| 2009-07-11 | 歷屆超偶來助陣   | 你最珍貴                      | 高慧君 & 張學友              | 詞：林明陽／十方 曲：凌偉文                         | 41.7(合唱黎卉淇)         |
| 2009-07-11 | 歷屆超偶來助陣   | 李香蘭                        | 張學友                       | 詞：周禮茂 曲：玉置浩二                             | 41.7(本集淘汰／獲第12名) |

### 超3比賽結束後
| 首播日期   | 節目主題                | 演唱歌曲                  | 原唱                        | 詞／曲                                   | 得分                                                |
| 2009-08-29 | 【超3】復仇者凶狠來襲   | 要                        | 黃立行                      | 詞：崔惟楷 曲：黃立行                    | 43.0 勝(3取2PK進入第二輪)                           |
| 2009-08-29 | 【超3】復仇者凶狠來襲   | Viva La Vida              | Coldplay(酷玩樂團)          | 詞／曲：Coldplay                         | 42.8 敗(PK楊蒨時)                                   |
| 2009-11-14 | 【超4】聲嘶力竭拼過關   | 愛如潮水                  | 張信哲                      | 詞：李宗盛 曲：黎沸揮                    | 導唱                                                |
| 2009-11-21 | 【超4】全力搶灘進超4    | Last Order                | 陳奕迅                      | 詞：黃偉文 曲：Eric Kwok                 | 導唱                                                |
| 2009-11-28 | 【超4】前進超4最後戰役  | Waiting for you           | 胡彥斌                      | 詞：曾琳智 曲：胡彥斌                    | 導唱                                                |
| 2010-03-06 | 【超4】學長姐助我拼高分 | 가슴 아파도(就算心痛)     | 飛行青少年                  |                                          | with金實基(42.7分)                                  |
| 2010-03-06 | 【超4】學長姐助我拼高分 | 飆汗                      | 羅志祥 & 容祖兒             | 詞：方文山 曲：林邁可                    | with張依安(42.2分)                                  |
| 2010-04-24 | 【超4】熱力四射PK賽     | Closer                    | Ne-Yo                       |                                          | 44.3 勝(PK羅晴／以飛林兄弟組合出場)                 |
| 2010-05-15 | 【超4】唱出你的都會心情 | 黑夜盡頭                  | 黃立行                      | 詞：黃立行／崔惟楷 曲：黃立行／Jae Chong | 43.7分 勝(PK趙太祥／以飛林兄弟組合出場)             |
| 2010-06-13 | 【超4】三屆菁英凶猛踢館   | I Do                      | Rain                        |                                          | 44.0分 勝(PK金實基/以飛林兄弟組合出場)              |
| 2010-06-19 | 【超4】舞王舞后強勢來襲   | Sad Tango(英文版)         | Rain                        |                                          | 42.9分 敗(PK李婭莎/以飛林兄弟組合出場)              |
| 2010-11-27 | 【超5】魅力-17強決定賽  | Lemon Tree                | 蘇慧倫                      |                                          | 42.0分打非洲鼓with翁詩耀 勝 蘇亦承                  |
| 2011-01-08 | 【超5】歡迎來我的演唱會 | Against All Odds          | Westlifefeat.Mariah Carey   | 詞/曲：Phil Collins                      | 44.0分 勝(PK翁詩耀/以飛林兄弟組合出場,和艾怡良合唱) |
| 2011-01-08 | 【超5】瘋狂踢館全面迎戰 | Freedom                   | Robbie Williams             | 詞/曲：George Michael                    | 43.0分 勝(PK李寶龍)                                 |
| 2011-04-09 | 【超5】總決賽           | Lucky                     | Jason Mraz & Colbie Caillat |                                          | 開場嘉賓(與吳海文/以飛林兄弟組合出場)               |
| 2011-11-12 | 【校】總決賽（1）       | Tonight+ Hands Up         | BIGBANG+2PM                 |                                          | 開場嘉賓 (與金實基、榮忠豪)                         |
| 2011-11-19 | 【校】總決賽（2）       | I am the best+ Mr. Simple | 2NE1+Super Junior           |                                          | 開場嘉賓 (與金實基、榮忠豪)                         |
| 2011-12-03 | 【校】總決賽（3）       | Shock+ High High          | BEAST+GD&TOP                |                                          | 開場嘉賓 (與金實基、榮忠豪)                         |